# Хуго Дамиан Ервайн фон Шьонборн-Визентхайд
Хуго Дамиан Фридрих Карл Франц Ервайн фон Шьонборн-Визентхайд (на немски: Hugo Damian Friedrich Karl Franz Erwein von Schönborn-Wiesentheid; * 27 октомври 1738, Ашафенбург; † 29 март 1817, Виена) е граф на Шьонборн-Визентхайд (1772 – 1806) в Бавария.

## Живот
Той е син на граф Йозеф Франц Бонавентура Килиан фон Шьонборн-Визентхайд (1708 – 1772) и съпругата му графиня Бернхардина Мария София Терезия фон Платенберг (1719 – 1769), дъщеря на граф Фердинанд Адолф фон Платенберг-Витем (1690 – 1737) и Бернхардина Александрина фон Вестерхолт-Лембек (* 16 ноември 1695). Сестра му Бернхардина Мария Терезия Шарлота Теодора Валпурга фон Шьонборн (* 11 септември 1737; † 7 април 1780) е омъжена на 22 ноември 1764 г. за княз Франц Филип Адриан фон Хатцфелд-Глайхен-Трахенбург (* 2 март 1717; † 5 ноември 1779).
Баба му Мария Елеонора фон Хатцфелд и Глайхен (1679 – 1718) наследява и управлява през 1697 – 1704 г. господството Визентхайд от първия си съпруг граф Йохан Ото фон Дернбах († 29 май 1697). Така се основава „линията Шьонборн-Визентхайд“ и господствата Визентхайд, Арнфелс в Щирия и Валденщайн в Каринтия се наследяват от рода Шьонборн.
Хуго Дамиан Ервайн наследява баща си като граф. Той също е австрийски императорски и кралски кемерер, освен това е императорски таен съветник и рицар на „императорския орден Св. Йозеф“.
На 6 август 1806 г., по време на Наполеоновите войни, Свещената Римска империя прекратява съществуването си. На 18 септември същата година баварски войски окупират графството. След това Хуго Дамиан Ервайн се оттегля в именията си в Австрия. Той умира на 29 март 1817 г. във Виена.

## Фамилия
Хуго Дамиан Ервайн се жени в „Св. Кристоф“, Майнц, на 27 януари 1763 г. за графиня Мария Анна Терезия Йохана Валпургис Филипина фон Щадион (* 14 юни/юли 1746; † 15 ноември 1813, Виена), дъщеря на граф Хуго фон Щадион-Вартхаузен и Танхаузен (1720 – 1785) и Мария Анна Текла Валпургис Тереза Шенк фон Щауфенберг (1728 – 1799). Те имат няколко деца:
- Бернхардина Мария Анна фон Шьонборн (* 2 февруари 1764; † 1 февруари 1765)
- Емерих Фридрих Франц Филип фон Шьонборн (* 21 март 1767; † 19 април 1772)
- Франц Филип Йозеф фон Шьонборн-Буххайм (* 14 септември 1768; † 18 август 1841), граф на Шьонборн-Буххайм, женен в Близкастел на 20 октомври 1789 г. за графиня Мария София Антоанета Шарлота Клара Елизабет фон дер Лайен и цу Хоенгеролдсек (* 23 юли 1769; † 18 януари 1834)
- Мария Анна фон Шьонборн (* 24 ноември 1760; † 7 януари 1770)
- Бернхард Йозеф фон Шьонборн (* 4 януари 1771; † 15 февруари 1773)
- София Тереза Валпургис фон Шьонборн (* 15/18 август 1772; † 3/4 юли 1810), омъжена на 15 ноември 1788 г. за 1. княз Филип фон дер Лайен (* 1 август 1766; † 23 ноември 1829)
- Франц Ервайн фон Шьонборн-Визентхайд (* 7 април 1776; † 5 февруари 1840), граф на Шьонборн-Визентхайд, женен на 29 юли 1802 г. за графиня Фердинанда Изабела фон Вестфален цу Фюрстенберг (* 19 октомври 1781; † 11 август 1813)
- Фридрих Карл Йозеф фон Шьонборн (* 2 август 1781; † 24 март 1849), граф на Шьонборн, женен във Виена на 12 май 1811 г. за Анна Мария фон Керпен (* 13 ноември 1784; † 8 октомври 1862)